# RNF7
RNF7‏ (Ring finger protein 7) هوَ بروتين يُشَفر بواسطة جين RNF7 في الإنسان.